# Wapping
Wapping – osiedle we wschodniej dzielnicy Londynu Tower Hamlets. Od zachodu graniczy z City, od południa z rzeką Tamizą, północną granicę wytycza ulica The Highway. Jest to dawna dzielnica portowa - stanowi część historycznych Docklands, które w XIX wieku było największym portem na świecie. Podczas II wojny światowej porty londyńskie, wraz z nimi Wapping, zostały mocno zbombardowane (The Blitz). W latach 70. XX wieku port londyński przeniesiono bliżej morza, tam gdzie mogły dopłynąć dużo większe statki, a infrastrukturę w Wapping zlikwidowano.  W latach 80. i 90. XX wieku spółka London Docklands Development Corporation zamieniła całe Docklands, od Wapping aż po Canary Wharf, w dzielnicę mieszkalną. Zbudowano nowe osiedla, szkoły, wiele budynków magazynowych przekształcono w luksusowe apartamentowce (lofty). Układ historycznych kanałów i doków w dużej części zachowano.